# 红毛镇
红毛镇，是中华人民共和国海南省琼中黎族苗族自治县下辖的一个乡镇级行政单位。

## 行政区划
红毛镇下辖以下地区：
毛西村、金屏村、草南村、番响村、罗担村、坎茂村、什卓村、什寒村、牙挽村、罗解村和罗坎村。